# DCF77

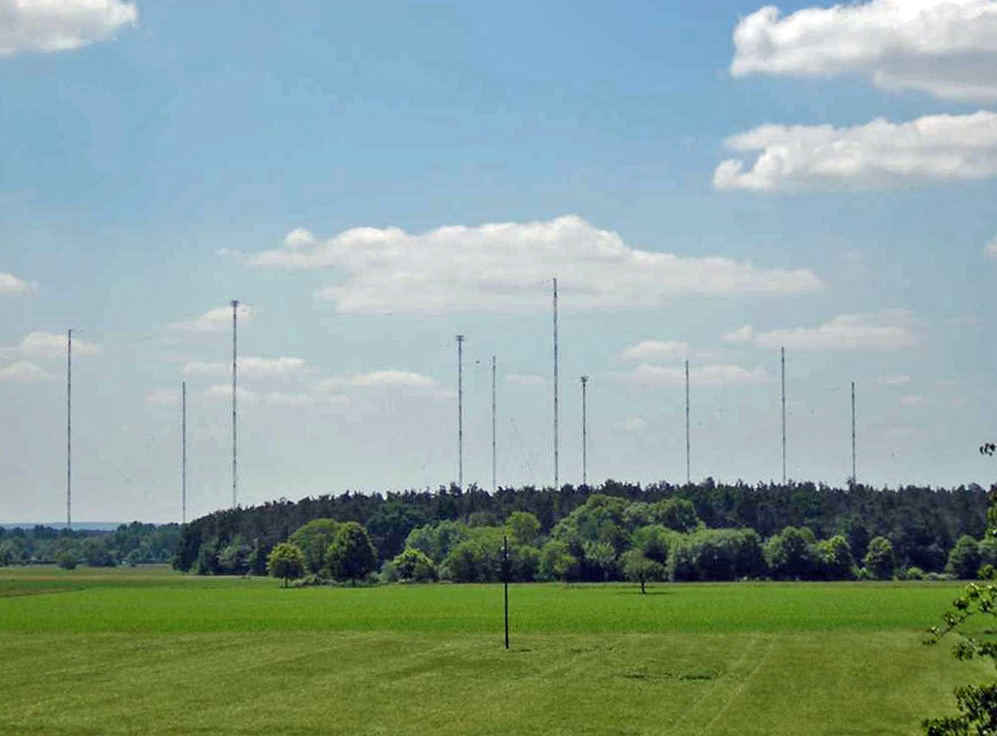
DCF77-sändarens antennsystem.

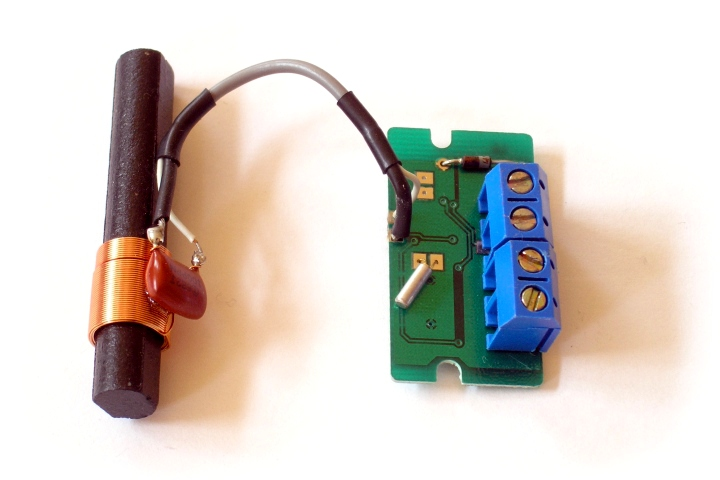
Billig DCF77-mottagare.

DCF77 är en radiostation i Tyskland som sänder en tidssignal över långvåg. Sändaren finns i Mainflingen, cirka 25 km sydost om Frankfurt am Main i Tyskland.
DCF77 drivs av Physikalisch-Technische Bundesanstalt (PTB), och har varit i drift som standardfrekvensstation sedan 1959. Information om datum och tid lades till 1973.
Med en relativt hög effekt på 50 kW kan stationen tas emot i stora delar av Europa, upp till 2000 km från Frankfurt. Sändaren skickar ut en amplitudmodulerad pulsbreddskodad 1 bit/s datasignal.
Radiostyrda klockor har varit mycket populära i Europa sedan slutet av 1980-talet, och de flesta av dem använder DCF77-signalen för att ställa sin tid automatiskt.

## Data
Data i radiosignalen, som sänds och upprepas varje minut:
- aktuellt datum och tid
- en varningsbit för skottsekund
- en bit som anger sommartid
- en bit för att identifiera primär/backup-sändare
- flera paritetsbitar

Akronymen DCF77 står för D = Deutschland (Tyskland), C = långvågssignal, F = Frankfurt, 77 = frekvens: 77,5 kHz.